# Répcevis
Répcevis (em alemão: Heils) é um município da Hungria, situado no condado de Győr-Moson-Sopron. Tem 6,09 km² de área e sua população em 2015 foi estimada em 328 habitantes.